# Fania All-Stars (álbum)
Fania All-Stars es el primer álbum recopilatorio de Fania All-Stars, hecho por Island Records, para promocionar al grupo en la Europa angloparlante.

## Grabación
Este proyecto fue el primero en incluir material ya publicado, y de diferentes álbumes.
Se incluyeron canciones en vivo de San Juan 73, que no había sido publicado aún, como también de Live at the Yankee Stadium, y material hecho en estudio, que luego sería publicado en otros álbumes oficiales.

## Publicación
El álbum fue lanzado en el Reino Unido, en 1975, como parte de un programa expansivo entre la comunidad angloparlante, que fue liderado por Island y Fania Records, simultáneamente a los otros éxitos en vivo de la orquesta.

## Lista de canciones
Todas las canciones escritas y compuestas por diversos artistas. 
| Cara 1 |                |                     |          |  |
| N.º    | Título         | Vocalista principal | Duración |  |
| 1.     | «Viva Tirado»  | Fania All Stars     | 5:17     |  |
| 2.     | «Chanchullo»   | Fania All Stars     | 5:34     |  |
| 3.     | «Smoke»        | Fania All Stars     | 4:04     |  |
| 4.     | «There you go» | Fania All Stars     | 3:06     |  |
| 5.     | «Mama Guela»   | Fania All Stars     | 2:54     |  |

| Cara 2 |                |                     |          |  |
| N.º    | Título         | Vocalista principal | Duración |  |
| 6.     | «El Ratón»     | Fania All Stars     | 7:51     |  |
| 7.     | «Soul Makossa» | Fania All Stars     | 5:44     |  |
| 8.     | «Congo Bongo»  | Fania All Stars     | 10:15    |  |
| 34:54  |                |                     |          |  |